# BC Luleå
Basketball Club Luleå (förkortat som BC Luleå) är en basketbollklubb i Luleå i Sverige, som grundades 1976. Klubben har tidigare gått under namnen Plannja Basket och LF Basket.

## Historia
Klubben bildades 1976 genom att Gammelstads IF kände att basketverksamheten blev ekonomiskt betungande. Plannja AB gick in som sponsor för basketlaget, som fick namnet Plannja Basket. 
Den 4 juni 2010 ändrades föreningens huvudsponsor från Plannja till Länsförsäkringar Norrbotten. Då bytte också föreningens namn till LF Basket Norrbotten.
Inför säsongen 2015/2016 beslutade föreningens styrelse, i samråd med huvudsponsorn, att ändra lagets namn till BC Luleå. Lagets färger (tagna från sponsorn) behölls dock.
Klubben var mellan år 1996 och 2007 den dominerande basketklubben i Sverige på herrsidan, med tagna SM-guld 1997, 1999, 2000, 2002, 2004, 2006 och 2007 samt SM-silver 1998, 2003 och 2010. (Man var även med och spelade I fiba suproleague som var då tiden högsta europeiska liga, där mötte man storklubbar t.ex Partizan och Telaviv.) Sen dröjde det 7 år tills klubben tog sitt åttonde SM-guld, 2017. Man tog även SM-silver säsongen därpå, 2018.
Klubben har även haft det högsta publiksnittet hemma, i Basketligan. Snittet har varit runt 2 000 åskådare under grundserien, då laget spelat i Luleå Energi Arena (då Pontushallen). Under tidigare säsonger har klubben spelat i Coop Norrbotten Arena, och då har snittet ökat till nästan 4 000, med ett publikrekord på 7 250 åskådare som sattes den 18 april år 2000. 
Sedan säsongen 2005/2006 valde Plannja Basket att fortsättningsvis spela både grundserie och slutspel i Pontushallen, undantaget säsongen 2012/2013, då man på grund av Pontushallens ombyggnation spelade hela säsongen i Arcushallen. Det resulterade i ett mindre publiksnitt, men en förbättrad publikstämning på deras hemmamatcher.
Jonas Jerebko är en av de mest kända spelarna som har representerat klubben, som då gick under namnet Plannja. Under säsongen 2006/2007 var han med och förde herrlaget till SM-guld. Därefter fortsatte karriären i italienska Angelico Biella, innan han 2009 blev draftad till NBA av Detroit Pistons.

### Namn
- Plannja Basket, 1976 - 2010
- LF Basket Norrbotten, 2010 - 2015
- BC Luleå, 2015 -

## Spelartrupp
| Nr | Nation  | Namn                   | Pos. | Födelsedatum     |
| --- | ------- | ---------------------- | ---- | ---------------- |
| 1 | USA     | Isaiah Mucius          | F    | 22 april 1999    |
| 2 | Bahamas | Kentwan Smith          | F    | 17 december 1991 |
| 3 | Sverige | Sergey Sepman          | G    | 16 augusti 2003  |
| 4 | USA     | AJ Sumbry              | F    | 4 september 1994 |
| 6 | Sverige | Daniel Hansson         | G    | 21 januari 1997  |
| 7 | Sverige | Gustav Hansson         | G    | 21 januari 1995  |
| 8 | Sverige | Oliver Gehrke          | F    | 17 april 2000    |
| 9 | Sverige | Oskar Wickström Stümer | G    | 10 december 2005 |
| 14 | Sverige | Atle Mellquist         | C    | 17 maj 2003      |
| 15 | Sverige | Tobias Sjöberg         | C    | 4 februari 1997  |
| 20 | Sverige | Jonatan Arvidsson      | G    | 31 mars 1998     |
| 22 | Sverige | Denzel George          | G    | 1 mars 2001      |
| C = Center \| F = Forward \| G = Guard \| PF = Power Forward \| SF = Small Forward \| SG = Shooting Guard \| PG = Point Guard |         |                        |      |                  |

## Meriter

### Seriesegrare
1996 (Grupp A1),
1997 (Grupp A1),
1998 (Grupp A1),
1999 (Grupp A1),
2001,
2002,
2006,
2017, 2018

### Svenska mästare
1997, 
1999, 
2000, 
2002, 
2004, 
2006, 
2007,
2017